# 伊尔西纳
伊尔西纳（義大利語：Irsina），是意大利马泰拉省的一个市镇。总面积262.2平方公里，人口5194人，人口密度19.8人/平方公里（2009年）。ISTAT代码为077013。